# Jamie Foy
Jamie Foy (nacido el 14 de junio de 1996) es un skater estadounidense. Foy fue coronado Patinador del Año 2017 por la revista Thrasher. Forma parte del equipo de skate de New Balance Numeric.

## Carrera
Foy nació y creció en Deerfield Beach, Florida. Comenzó a patinar a una edad temprana, participando en concursos locales de patinaje a los cuatro años. Foy comenzó su carrera en 2013 y ganó varias competencias en Florida, Georgia y Pensilvania.
En 2016, Foy se mudó a Los Ángeles y ganó popularidad rápidamente después de aparecer en 7 videos en 2016 y 2017. En 2017, se convirtió en profesional de Deathwish Skateboards y fue invitado a unirse al Street League Tour. Fue nombrado Patinador del año de Thrasher el mismo año.
Foy ha ganado un total de tres medallas en los X Juegos en 2019 y 2021.